# Ernst Eckardt (Politiker)
Ernst Eckardt (* 26. August 1922 in Leipzig; † 19. Februar 2002 in Berlin) war ein deutscher Politiker und Funktionär der DDR-Blockpartei CDU. Er war unter anderem Vorsitzender des CDU-Bezirksvorstandes Frankfurt (Oder).

## Leben
Eckardt wurde als Sohn eines Handwerkers geboren. Er besuchte die Petrischule in Leipzig und erlernte den Beruf des Schiffbauingenieurs. Am 12. April 1940 beantragte er die Aufnahme in die NSDAP und wurde zum 1. September desselben Jahres aufgenommen (Mitgliedsnummer 7.726.954).
1947 trat er der CDU bei. Eckardt war im Schuldienst tätig. 1954 wurde er stellvertretender Vorsitzender des Rates des Stadtbezirkes I in Leipzig, von 1955 bis 1958 war er stellvertretender Vorsitzender des Rates des Bezirkes Leipzig. Er war zudem Abgeordneter des Bezirkstages Leipzig. Nach einem Studium an der Hochschule für Verkehrswesen in Dresden mit dem Abschluss als Ingenieur-Ökonom, war er mehrere Jahre bei der Direktion für Binnenschifffahrt beschäftigt. Von 1958 bis 1961 wirkte er als  stellvertretender Vorsitzender des CDU-Bezirksverbandes Suhl. Im August 1961 übernahm er den Vorsitz des CDU-Bezirksverbandes Frankfurt/Oder, den er bis 1963 innehatte. Von 1964 bis 1989 war er Vorsitzender des CDU-Kreisverbandes Berlin-Weißensee.
Ab 1969 wirkte er als Bezirksrat für Wohnungswirtschaft und ab 1970 als Abgeordneter der Stadtbezirksversammlung in Berlin-Weißensee. Ab 1975 war er als Sachgebietsleiter „Komplexe Technologie“, dann als Gruppenleiter für Marktarbeit und Bedarfsermittlung in der Direktion der Binnenschiffahrt in Berlin im VEB Kombinat Binnenschiffahrt und Wasserstraßen (KBW) tätig.

## Auszeichnungen
- Ernst-Moritz-Arndt-Medaille
- Otto-Nuschke-Ehrenzeichen in Silber (1965) und in Gold (1989)
- Ehrennadel der Nationalen Front in Silber (1969) und in Gold (1971)
- Ehrennadel der Gesellschaft für Deutsch-Sowjetische Freundschaft in Gold (1975)
- Vaterländischer Verdienstorden in Bronze (1978) und in Silber (1982)
- Aktivist der sozialistischen Arbeit (1987)